# Ronnie Brewer
Ronnie Brewer (ur. 20 marca 1985 w Portland, Oregon) – amerykański koszykarz, występujący na pozycjach rzucającego obrońcy lub niskiego skrzydłowego.
Jest synem Rona Brewera, byłego koszykarza NBA.
31 października 2015 roku został wybrany w drafcie do D-League przez Santa Cruz Warriors z numerem 30.

## Osiągnięcia
NCAA
- Uczestnik turnieju NCAA (2006)

## Kariera
Brewer został wybrany jako 14 zawodnik 2006 NBA Draft. W pierwszym sezonie wystąpił jedynie 56 razy, tylko 14 razy mecz rozpoczynał w pierwszej piątce. W sezonie debiutanckim zaliczał średnio 4,6 punktu grając przeciętnie 12,1 minuty na mecz. Już w swym drugim sezonie w lidze NBA został na stałe zawodnikiem pierwszej piątki. Przed sezonem 2010-2011 jako wolny agent trafił do Chicago Bulls.
15 lipca 2014 został zwolniony przez Bulls.